# Cratere Phryne
Phryne  è un cratere sulla superficie di Venere. Deve il proprio nome all'etera greca Frine (in greco antico: Φρύνη?, Phrýnē; fl. IV secolo a.C.)